# ワルサーP38に関連する作品の一覧
ワルサーP38に関連する作品の一覧（ワルサーP38にかんれんするさくひんのいちらん）は、ドイツの拳銃ワルサーP38に関連する作品の一覧である。

## 映画・テレビドラマ
ナチス・ドイツの制式拳銃であったことから、第二次世界大戦（ヨーロッパ戦線）を題材とした作品にはアメリカ軍のコルト・ガバメントと並んで頻繁に登場する。
『0011ナポレオン・ソロ』
秘密スパイ組織U.N.C.L.E.（アンクル）の装備として、ゲシュタポタイプに近い短銃身にマズルブレーキを装着し、通常の弾丸ではなく一種の催眠弾（ダーツ）を発射するガス銃という設定のP38 アンクル・スペシャルが登場する。また、このモデルにエクステンションバレル、サプレッサー、スコープ、ストック、ロングマガジンを装備した、架空モデルのカービンタイプも登場する。1967年頃、日本でMGCからこのアンクル・スペシャルの亜鉛合金製モデルガンが発売された。
『CSI:科学捜査班』
第12シーズン「殺人兵器」に登場。隠し部屋の壁に掛けてある。
『T-34 レジェンド・オブ・ウォー』
クラウス・イェーガー大佐を始めとするドイツ軍兵士らが使用。
『Uボート』
艦長が爆雷攻撃で錯乱したヨハン兵曹長を黙らせるために持ち出すが、P-38を取りに行っている間にヨハンが他の乗組員に取り押さえられて昏倒したため、あやうく射殺の危機を免れる。
『インディ・ジョーンズ シリーズ』
1作目『レイダース/失われたアーク《聖櫃》』と3作目『最後の聖戦』でナチスの兵士らが使用。『最後の聖戦』では、インディがナチスの兵士から奪って使用し、（偶然ではあったが）3人同時に撃ち抜く。なお、3作目はワルサーP38が正式採用された1938年の設定のため問題は無いが、1作目は1936年の設定のため、共に登場したMP40ともども時代考証に誤りが生じている。
『怪奇大作戦』
第五話「死神の子守唄」。妹の原爆症を治すため、吉野貞夫という科学者が「スペクトルG線」を放つためにワルサーP38を改造し、通り魔的に人体実験を行うために使用。撮影に使われたのは日本のモデルガンメーカーMGCのP38アンクルと思われる。
『刑事7人』
シーズン2第6話で犯人が殺人の凶器としてワルサーP38Kにサプレッサーを装着して使用。捜査会議の場面ではサプレッサーを外した状態の写真も登場する。
『コリーニ事件』
ドイツ経済界の大物ハンス・マイヤーが、イタリア人ファブリツィオ・コリーニによって暗殺された際に使われる。マイヤーが殺された理由や、現代でほとんど使われなくなったワルサーP38があえて使用された理由として、ワルサーP38がナチス・ドイツの制式拳銃だったことが事件解明のひとつの手がかりとなる。
『コンバット!』
カラー版の第5シーズンでドイツ軍将校が使用。
『シンドラーのリスト』
ナチスの収容所所長アーモン・ゲートがP38でユダヤ人職工を処刑しようとするが、連続して不発を起こす。
『スレイグラウンド』
ピーター・コヨーテ演じる主人公ストーン（リチャード・スタークによる原作小説「悪党パーカー/殺人遊園地」での名前は「パーカー」）が使用する。
『戦争のはらわた』
冒頭のソ連軍迫撃砲陣地襲撃シーンで使用。
『ダーティハリー』
連続殺人犯「スコルピオ」が酒店の主人より強奪し、後のバスジャック事件で使用する。
『ディファイアンス』
主人公トゥヴィア（ダニエル・クレイグ）がナチスの兵士から奪って使用。
『特別狙撃隊S.W.A.T.』
第1話に登場。
『ハムナプトラ3 呪われた皇帝の秘宝』
アレックス・オコーネルが使用。
『パンズ・ラビリンス』
大尉がレジスタンスを射殺する際、頻繁に使用。
『フューリー』
撃破されたティーガーIの車長がハッチから身を乗り出して使用する。
『フリック・ストーリー』
強盗殺人犯エミール·ヴュイッソン（演：ジャン＝ルイ・トランティニャン）が使用。裏切り者を次々とワルサーで射殺し、一挺目は故障したため放棄（その後しばらくはコルト・ガバメントを使用）するが、仲間を通じて二挺目を入手する。その際、「拳銃を調達してくれ。できればワルサーを頼む。俺はワルサーが好きなんだ。」とワルサーP38へのこだわりを見せる。
『炎628』
ドイツ軍将校が使用。
『マイティジャック』
前述のP38 アンクル・スペシャルがマイティジャックおよび敵対組織双方で使用される。
『未来世紀ブラジル』
タトルが使用。
『モスラ』
ロリシカ国の警官が使用。
『ルパン三世』
主人公のルパン三世が使用。TVスペシャル『ルパン三世 ワルサーP38』ではシルバーメタリックのワルサーP38が物語の鍵を握っている。
『ローレライ』
高須成美が銃身を切り詰めたショートバージョンを使用する。
『ワイルド・ギース』
ショーン・フィン（演：ロジャー・ムーア）が使用。
『紅の拳銃』
石岡国四郎（演：垂水悟郎）が中田克巳（演： 赤木圭一郎）に対し拳銃について講釈する中でワルサーP38に触れている。

## アニメ・漫画
『HELLSING』
ミレニアム大隊の将校が使用。
『アカギ 〜闇に降り立った天才〜』
鷲巣巌が自分の妄想の中で使用。
『アドルフに告ぐ』
アドルフ・ヒトラーやアセチレン・ランプが使用。
『アメリカなんて大きらい!』
緒方舞子が銃砲店で手に取る。
『エリア88』
神崎悟が風間真やゲイリー・マックバーンを銃撃する際に使用。
『ギャラクシーエンジェル』
第4期「#2貴方をおもゆ…」でフォルテ・シュトーレンが愛でている銃。「ワルサーのワル左衛門」と呼ばれている。
『くりいむレモン PART14 なりすスクランブル』
ヘルキャッツ団のリーダー、一文字羅美が使用。
『ココロ図書館』
カメやんこと愛亀の愛銃。駐屯地での些細な諍いから、ルガーP08を持つ梶原と互いに銃口を突き付ける。
『シティーハンター』
ロバート・ハリスンが使用。
『ジパング』
カール・シュタイナーが使用。
『終末のイゼッタ』
第1話でゲルマニア帝国軍の憲兵が使用。
『砂ぼうず』
雨蜘蛛が使用。
『戦場ドラマコミックシリーズ JAPAN WAR 1945 新大東亜戦記』
JAPAN WAR 1945 - マンガ図書館Z（外部リンク）
『新造人間キャシャーン』
スケール国の大統領閣下が使用。
『スカイヤーズ5』
主人公の隼太郎が使用。
『潜水艦スーパー99』
第三帝国時代から所有していたモーゼル提督の愛銃。ヘルメット党本部の自爆装置を破壊する際に使用される。全てを見届けた後、愛銃で自決し「この銃を弟へ渡してくれ」との遺言を残して果てる。
『ソ・ラ・ノ・ヲ・ト』
ミケーレとその仲間が使用。
『戦え!超ロボット生命体トランスフォーマー』
デストロン破壊大帝・メガトロンが変形する拳銃。このP38は、アメリカのTVドラマ『0011ナポレオン・ソロ』に登場する、延長銃身（サプレッサー）、銃床（アンクルストック）、スコープが装着されたオリジナルカスタムガン「アンクルモデル」と呼ばれるタイプで、通常軍用のシルバーモデルは存在しない。
アニメ版では省略されているが、玩具版にはスライド側面にシールでの表現ではあるが装飾的な彫刻がある。
『マッハGoGoGo』
オープニングに登場する三台チームの悪党達が使用。メタルストックとスコープ、サプレッサーが付いたアンクルタイプで連射も可能な模様。マッハ号を追跡するレースカーの運転台から仁王立ちとなり、主人公の三船郷に向けて乱射する。
『名探偵コナン』
闇の男爵に変装した江戸川コナン（工藤新一）の父、工藤優作が使用。贋物であり、吸盤の付いた矢を発射する。
『ルパン三世』のファンである原作者青山剛昌によるパロディ。
『ルパン三世』
主人公ルパン三世が使用する。モンキー・パンチによる初期の原作漫画（1967年-）においては名称や外見的に種類が判別できるような表現はなかったが、第1期TVアニメシリーズが製作される際に大塚康生や大隅正秋らの作品に対する姿勢や好みによって採用された。第1期TVアニメにおいてエンディングテーマ「ルパン三世主題歌II」で名前が登場するほか、第3話「さらば愛しき魔女」で峰不二子がワルサーP38と明言しているセリフがあり、第2期TVアニメ以降でもワルサーP38に統一されている。
ルパンが使っているのは、ac41と呼ばれる1941年に製造されたワルサー純正のミリタリーモデル。かつてはP38と十四年式拳銃などを組み合わせたような外観の形式不明の拳銃や、装飾入りのシルバーメタリックモデルのP38だったが、後者はかつての相棒に裏切られた際に奪われ（この経緯はテレビスペシャル『ルパン三世 ワルサーP38』で描かれている）、ac41を使用するようになった。その後も破損などによって、数度の交換が行われている。
また、原作では次元大介も似たものを使用しており、近年のルパンシリーズ作品でもコンバットマグナムを失った場合などにルパンから借りることがある。
本作での読みは「ワルサー ピー さんじゅうはち」。
『ワイルド7』
主に敵キャラクターが使用。

## 小説
『まぶらほ』
リーラ・シャルンホルスト大尉が使用。
『みな殺しの歌』
主人公、衣川恭介が使用。
『全開で飛ばせ』
主人公・国家保安工作員の嵯峨幸夫の使用銃。「銃身を短く切り詰めた」の記述がある。

## ゲーム
『Alliance of Valiant Arms』
カプセル商店で販売。サブ武器であり、威力はデザートイーグルと同じ。安定性は高いが射距離が5しかないため、近距離でないと威力があまり発揮されない。
『EVE burst error』
登場人物の1人である桂木源三郎が使用。
『Pathways Into Darkness』
実際に登場するのはナチス兵の死体が持っているワルサーP4だが、P4は第二次世界大戦後の開発なので、これはP38のことと思われる。
『九龍妖魔學園紀』
主人公の武器として使用可能。
『The Saboteur』
ナチス将校・一部の兵士が所持している。プレイヤーも敵から奪ったり武器商人から購入可能。
『怪盗ロワイヤル-zero-』
「フリッツP38」の名称で登場する。
『コール オブ デューティシリーズ』
『CoD2:BRO』
ドイツ軍・イタリア軍のハンドガンとして登場する。キャンペーンでは登場せず、マルチプレイでのみ使用可能。また、条件を満たせば二丁拳銃となる。
『CoD3』
ドイツ軍のハンドガンとして登場する。キャンペーンでは登場せず、マルチプレイでのみ使用可能。
『CoD:WaW』
ドイツ軍兵士が所持している。主人公も敵兵から奪って使用できる。
『CoD:BO』
ドイツ軍のシュタイナー博士がとあるステージで手に持っている。プレイヤー使用不可。
『COD:WWII』
マルチプレイモードの使用可能武器の1つとして登場。
作中での名称は「9mmSAP」

『ドールズフロントライン』
萌え擬人化されたものが星2戦術人形「P38」として登場。
『バイオハザード ダークサイド・クロニクルズ』
スティーブが所持。
『バトルフィールドシリーズ』
『BF1942』
ドイツ軍・日本軍の拳銃として登場する。
『BFV』
サブウェポンとして登場。

『メダル・オブ・オナー 史上最大の作戦』
ドイツ軍兵士や将校が所持している。プレイヤーも使用可能。
『Enlisted』
サブ武器として枢軸側で使用可能